# Латифов, Джура Латифович
Джура Латифович Латифов (тадж. Ҷӯра Латифов; род. 7 марта 1938, Сталинабад) — инженер-строитель, доктор исторических наук (1997), академик АПСН РФ (1998). Заслуженный работник Республики Таджикистан (1998).

## Биография
- 1961 — окончил Таджикский технический университет имени М. Осими
- 1961—1964 — заместитель директора ПТУ № 30 (Душанбе)
- 1964—1972 — первый секретарь районного, городского комитетов ВЛКСМ, секретарь ЦК ЛКСМ Таджикистана
- 1972—1975 — аспирант Академии общественных наук при ЦК КПСС
- 1975—1986 — первый секретарь Центрального райкома КП Таджикистана
- 1986—1988 — заведующий отделом пропаганды и агитации ЦК КП Таджикистана,
- 1988—1990 — главный редактор журнала ЦК КП Таджикистана «Коммунист Таджикистана»
- 1990—1991 — секретарь МИД Таджикистана,
- 1991—1992 — первый секретарь посольства СССР в Афганистане
- 1992—1998 — начальник Управления внешней трудовой миграции Министерства труда и занятости Республики Таджикистан
- 1998—1999 — начальник Управления науки и печати Министерства образования Республики Таджикистан
- 1999—2001 — исполнительный директор Центра управления проектом Всемирного банка по реформе образования.

С 2001 года профессор (2001—2003), заведующий кафедрой (2003—2009), с 2009 года профессор кафедры истории и теории международных отношений Российско-таджикского (славянского) университета.
В 1985 г. был избран депутатом Верховного Совета Таджикской ССР (одиннадцатого созыва).

## Научная и творческая деятельность
Автор более 60 научных, научно-популярных и методических работ по проблемам таджикско-афганских отношений, геополитике государств Евразии, социологии, реформе образования РТ. Труды изданы в России, Иране, США, Финляндии и др. Участник междунар. конференций
- Министерств труда государств Центральной Азии «Регулирование вопросов труда в меняющемся мире» (Анкара, 1993);
- «Проблемы беженцев и вынужденных переселенцев» (Москва, 1994);
- «Гражданство, безгражданство и статус иностранцев в государствах СНГ и Балтии»(Хельсинки, 1994);
- «Стабильность и безопасность в Центральной Азии» (Ашхабад, 1997);
- междунар. семинара по проблемам ратификации конвенций междунар. организации труда (Турин, 1998);
- Междунар. семинара, посвященного проблемам реформы образования в государствах Центральной Азии и Монголии (Будапешт, 1999);
- Междунар. конференции «Безопасность на Южном Кавказе» (Тегеран, 2003).

## Основные публикации
- Влияние внутренних и внешних сил на безопасность Южного Кавказа. — Тегеран, 2005;
- Янки гоухом, отменяется. — Нью-Йорк, 2005;
- Афганистан: семена надежды. (Урегулирование политической ситуации, укрепление государственных основ и проблемы постконфликтного восстановления Афганистана). — Душанбе,2006
- Афганистан перс. افغانستان ‎ — Тегеран, 2016[3]

## Награды
- орден Дружбы народов
- медаль «За трудовое отличие»
- медаль «За доблестный труд. В ознаменование 100-летия со дня рождения В. И. Ленина»
- медаль «За трудовую доблесть»
- медаль «Ветеран труда»
- медаль РТ «5 лет Вооружённых сил РТ»
- медаль Республики Афганистан «От благодарного народа Афганистана»
- Почётная грамота Президиума Верховного Совета Таджикской ССР.